# Olympische Sommerspiele 1960/Teilnehmer (Japan)
| Gelbes Symbol für Goldmedaillen mit stilisierten Olympischen Ringen | Graues Symbol für Silbermedaillen mit stilisierten Olympischen Ringen | Braundes Symbol für Bronzemedaillen mit stilisierten Olympischen Ringen |
| ------------------------------------------------------------------- | --------------------------------------------------------------------- | ----------------------------------------------------------------------- |
| 4                                                                   | 7                                                                     | 7                                                                       |

Japan nahm an den Olympischen Sommerspielen 1960 in Rom mit einer Delegation von 162 Athleten (142 Männer und 20 Frauen) an 96 Wettkämpfen in 17 Sportarten teil. Fahnenträger bei der Eröffnungsfeier war der Turner Takashi Ono, der, wie bereits vier Jahre zuvor, erfolgreichster Athlet seiner Nation war, insgesamt gewann er sechs Medaillen. Auch sonst war Japan im Turnen besonders erfolgreich, ebenso im Schwimmen. In vier weiteren Sportarten wurde jeweils eine Medaille gewonnen.

## Teilnehmer nach Sportarten

### Basketball
Männer
- 15. Platz
- Kenichi Imaizumi
- Takashi Itoyama
- Shoji Kamata
- Hideo Kanekawa
- Takashi Masuda
- Setsuo Nara
- Yasakuni Oshima
- Hiroshi Saitō
- Masashi Shiga
- Shutaro Shoji
- Takeo Sugiyama
- Kaoru Wakabayashi

### Boxen
Männer
- Katsuo Haga
- Yasuyuki Ito
- Shinetsu Suzuki
- Kiyoshi Tanabe
Bronze  Fliegengewicht
- Katsuji Watanabe

### Fechten
Männer
- Sonosuke Fujimaki
- Mitsuyuki Funamizu
- Heizaburō Ōkawa
- Tsugeo Ozawa
- Kazuhiko Tabuchi

### Gewichtheben
Männer
- Yoshinobu Fujishima
- Yukio Furuyama
- Shigeo Kogure
- Minoru Kubota
- Yoshinobu Miyake
Silber  Bantamgewicht
- Kenji Ōnuma
- Hiroshi Yamazaki

### Hockey
Männer
- 14. Platz
- Tadatoshi Abe
- Hiroyuki Fujiwara
- Kenji Iijima
- Kunio Iwahashi
- Masaru Kanbe
- Seiji Kihara
- Hiroshi Kojima
- Yoshio Kojima
- Toshiharu Nakamura
- Ichiro Sado
- Michinori Watada
- Teruo Yaguchi
- Hisatoshi Yamazaki
- Tsuneya Yuzaki

### Leichtathletik
| Männer - Jun Ebina - Hirotada Hayase - Kurao Hiroshima - Keiji Ogushi - Noboru Okamoto - Takayuki Okazaki - Tomio Ota - Nobuyoshi Sadanaga - Kōji Sakurai - Hiroshi Shibata - Takeo Sugawara - Kuniyoshi Sugioka - Kazumi Watanabe - Noriaki Yasuda - Yukishige Yasuma | Frauen - Akiko Fukuda - Fumiko Ito - Yasuko Kimura - Yasuko Matsuda - Hiroko Uchida-Yokoyama |

### Moderner Fünfkampf
Männer
- Kazuhiro Tanaka
- Shigeaki Uchino

### Radsport
Männer
- Kanji Kubomura
- Masashi Ōmiya
- Tetsuo Ōsawa
- Katsuya Saitō
- Nobuhira Takanuki

### Reiten
- Yugo Araki
- Yuzo Kageyama
- Kunihiro Ohta

### Ringen
Männer
- Kazuo Abe
- Noboru Aomi
- Tadashi Asai
- Takashi Hirata
- Masamitsu Ichiguchi
- Kaoru Ishiguro
- Shunta Ishikura
- Yutaka Kaneko
- Shunichi Kawano
- Mitsuharu Kitamura
- Masayuki Matsubara
Silber  Fliegengewicht Freistil
- Takashi Nagai
- Tamiji Sato
- Kanji Shigeoka
- Masatoshi Takahira
- Sachihiko Takeda

### Rudern
Männer
- Kenro Chiba
- Koji Fukuda
- Tetsuzo Hirose
- Hironori Itsuki
- Hiroyuki Misawa
- Hatsuhiko Mizuki
- Shunji Murai
- Naotake Okubo
- Hiroshi Saitō
- Osamu Saito
- Tadashi Saito
- Tetsuo Satō
- Shigemi Tamura
- Yosuke Tazaki

### Schießen
- Yukio Inokuma
- Takao Ishii
- Kenichi Kumagai
- Tadao Matsui
- Osamu Ochiai
- Fumio Ryosenan
- Mitsuo Yamane
- Yoshihisa Yoshikawa
Bronze  Freie Pistole 50 m

### Schwimmen
| Männer - Tatsuo Fujimoto Silber 4 × 200 m Freistil - Makoto Fukui Silber 4 × 200 m Freistil - Kōichi Hirakida Bronze 4 × 100 m Lagen - Katsuki Ishihara Bronze 4 × 100 m Lagen - Hiroshi Ishii Silber 4 × 200 m Freistil - Kenzō Izutsu - Isao Masuda - Masami Nakabo - Yoshihiko Ōsaki Silber 200 m Brust Bronze 4 × 100 m Lagen - Keigo Shimizu Bronze 4 × 100 m Lagen - Kazuo Tomita Bronze 4 × 100 m Lagen - Kazuo Watanabe Bronze 4 × 100 m Lagen - Tsuyoshi Yamanaka Silber 400 m Freistil Silber 4 × 200 m Freistil - Haruo Yoshimuta | Frauen - Kimiko Ezaka - Hitomi Jinno - Shizue Miyabe - Yoshiko Satō - Yoshiko Takamatsu - Satoko Tanaka Bronze 100 m Rücken - Eiko Wada |

### Segeln
- Yasuo Hozumi
- Masayuki Ishii
- Setsuo Kawada
- Yutaka Okamoto
- Yoshimatsu Sakaibara
- Mizuki Yamada

### Turnen
| Männer - Nobuyuki Aihara Gold Mannschaftsmehrkampf Gold Boden - Yukio Endō Gold Mannschaftsmehrkampf - Takashi Mitsukuri Gold Mannschaftsmehrkampf - Takashi Ono Silber Einzelmehrkampf Gold Mannschaftsmehrkampf Gold Pferd Bronze Barren Gold Reck Bronze Ringe - Masao Takemoto Gold Mannschaftsmehrkampf Silber Reck - Shūji Tsurumi Gold Mannschaftsmehrkampf Bronze Seitpferd | Frauen - Ginko Abukawa-Chiba - Kiyoko Ono - Toshiko Shirasu - Kazuko Sogabe - Keiko Tanaka-Ikeda - Kimiko Tsukada |

### Wasserball
Männer
- Gruppenphase
- Kanji Asanuma
- Shigenobu Fujimoto
- Mineo Kato
- Motonobu Miyamura
- Takanao Sato
- Yoji Shimizu
- Koki Takagi

### Wasserspringen
| Männer - Shunsuke Kaneto - Ryo Mabuchi - Toshio Yamano | Frauen - Kanoko Mabuchi - Kumiko Watanabe |